# Ormetica rosenbergi
Ormetica rosenbergi är en fjärilsart som beskrevs av Rothschild 1909. Ormetica rosenbergi ingår i släktet Ormetica och familjen björnspinnare. Inga underarter finns listade i Catalogue of Life.